# Beppo (DC Comics)
Beppo es un mono superhéroe que aparece en los cómics estadounidenses publicados por DC Comics, principalmente en los que presentan a Superman.

## Historial de publicaciones
Creado por Otto Binder y George Papp, apareció por primera vez en Superboy #76 (octubre de 1959). Hizo dieciséis apariciones en los cómics de Superman durante la Edad de plata de las historietas.

## Biografía ficticia del personaje
Beppo, aunque muy parecido a un mono terrestre, es originario del planeta Krypton. Fue uno de los animales de pruebas de Jor-El. Para su suerte, Beppo decidió meterse en el cohete que traería a La Tierra al bebé Kal-El justo antes de despegar este, con lo cual viajó de polizón. Apenas aterrizó la nave, Beppo escapó sin ser visto y estuvo perdido por varios meses. Beppo vivió en una jungla por un tiempo y se las arregló bastante bien, ya que siendo originario de Kryptón tenía una cantidad inusual de super-poderes.
Un día, usando su visión telescópica, encuentra a Kal-El, ya un niño, viviendo en Smallville con los Kent (Jonathan y Martha). Beppo rápidamente voló hacia Smallville y, actuando como mono, causó secretamente varios desastres. Ma y Pa Kent inicialmente culpaban al pequeño Clark por los problemas causados por Beppo, pero pronto descubrirían la verdad. Los Kent temían que el secreto de Clark fuera expuesto por las super-bromas del "simio de acero" pero pront sus preocupaciones terminaron ya que accidentalmente Beppo encendió unos fuegos artificiales que tenían guardados y escapó asustado hacia el espacio. Beppo siguió huyendo cuando vio un cometa pasando, y pensando que eran más fuegos artificiales siguió su recorrido por el espacio profundo. Viendo que Beppo no volvía los Kent pensaron que se había perdido. Al final de la historia, contaba en retrospectiva, un adolescente Clark informa a los lectores que con el tiempo Beppo volvió.
Muchos años después, Beppo encontró a Supergirl, quien lo presentó a Krypto y Streaky. Más tarde se uniría a la Legión de Super-Mascotas.
Luego de la miniserie Crisis on Infinite Earths, Beppo fue puesto fuera de la continuidad. Su primera aparición canónica fue más de veinte años después en la miniserie Final Crisis: Legion of 3 Worlds en septiembre de 2009. Antes de eso, Beppo había brevemente regresado debido al Psico-Pirata durante la miniserie Crisis Infinita.

## Poderes, habilidades y equipamiento
Beppo poseía los mismos poderes y habilidades que un adulto kryptoniano, a pesar de que sus habilidades físicas eran proporcionadas a su tamaño y especie.

## Otras versiones
- Beppo es uno de los animales en la granja de realidad artificial en Kingdom Come #1 (mayo de 1996), además de Streaky el supergato, la mascota de Supergirl.
- También aparece en Tiny Titans fuera de continuidad, junto a Streaky el Super-Gato, como la mascota de Supergirl.

## En otros medios
- También se hace referencia a él en el episodio "Monkey Fun", de Superman: La Serie Animada. Allí, Beppo es el nombre del juguete de la infancia de Lois Lane, un monito de peluche que tocaba la música de la canción infantil "Pop Goes the Weasel". El juguete era el favorito de Titano, un chimpancé usado para pruebas por el programa espacial. Cuando Titano regresa del espacio y crece a proporciones gigantescas, solo puede ser calmado por el sonido de la canción tocada por Beppo.

- En el programa humorístico The Colbert Report, Stephen Colbert nombra Beppo al chimpancé de Dios, de quién todos los chimpancés fueron hechos a su semejanza.

- En la aventura animada en línea Smallville Legends: Justice & Doom, basada en la serie televisiva Smallville, y en otros medios en línea relacionados con la serie, un personaje llamado "Christopher James Beppo" es el investigador encargado de las profecías de Ezra Small, un conjunto de escritos crípticos realizados por el fundador de la ciudad Smallville que predecían varios eventos que sucedieron en la serie y el eventual destino de Superman.[5][6]

- Un personaje llamado Chrissy Beppo aparecerá en Superman & Lois, interpretada por Sofia Hasmik.[7]